# Carrier Air Wing Eleven
Carrier Air Wing 11 (CVW-11) ist ein Flugzeug-Geschwader der United States Navy.

## Geschichte

### Zweiter Weltkrieg

F6F der Staffel VF-11 starten zu Angriffen auf Formosa

Das damals als Carrier Air Group 11 (CVG-11) bezeichnete Geschwader wurde am 10. Oktober 1942 auf der Naval Air Station North Island (Kalifornien) gegründet. Den Grundstock für das neue Geschwader bildeten Piloten der Lexington Air Group des im Mai 1942 versenkten Flugzeugträgers Lexington. CVG-11 wurde als Ersatzgeschwader für den Flugzeugträger Hornet aufgestellt, der jedoch am 26. Oktober 1942 versenkt wurde. Die vier Staffeln des Geschwaders waren mit Grumman F4F-4 Wildcat (VF-11), Douglas SBD-3 Dauntless (VB-11, VS-11) und Grumman TBF-1 Avenger (VT-11) ausgerüstet.
Im gleichen Monat wurde das Geschwader an Bord des US Army-Transporters President Tyler und des Geleitträgers Long Island nach Hawaii verlegt und war die nächsten vier Monate auf der NAS Barbers Point (Oʻahu) stationiert. Im Februar 1943 erfolgte eine weitere Verlegung an Bord des Geleitträgers Altamaha auf die NAS Nandi in den Fiji-Inseln. Am 27. April schließlich erfolgte die Verlegung ins Kampfgebiet nach Henderson Field auf Guadalcanal. Von hier aus flogen die Flugzeuge des Geschwaders Angriffe auf u. a. Munda, Vila Vanga Vanga, Ringi Cove, Rekata Bay, Sangigai, Viri, Bairoko und den Flugplatz Kahili auf Bougainville. Im August 1943 wurde das Geschwader zur Auffrischung in die USA zurück verlegt. Hier erfolgte ebenfalls die Umrüstung von VF-11 und VB-11 auf die Grumman F6F-3 Hellcat und die Curtiss SB2C Helldiver.
Ende März 1944 wurde das Geschwader auf der Wasp nach Hilo auf Hawaii verlegt. Im September 1944 wurde Personal des Geschwaders auf dem US Army-Transporter O.H. Ernst nach Manus in den Admiralitäts-Inseln verlegt. Hier übernahm der neue Flugzeugträger Hornet CVG-11. Im folgenden Monat war das Geschwader an der See- und Luftschlacht im Golf von Leyte und der Invasion der Philippinen beteiligt. Es folgten bis Februar 1945 Angriffe auf japanische Stützpunkte auf Okinawa, Taiwan, in Hongkong und Französisch-Indochina. Am 1. Februar 1945 schließlich beendete CVW-11 diesen Einsatz und wurde über das Ulithi-Atoll wieder in die USA, auf die NAS Alameda (Kalifornien), verlegt. Für seine Einsätze erhielt das Geschwader eine Presidential Unit Citation.

### Korea

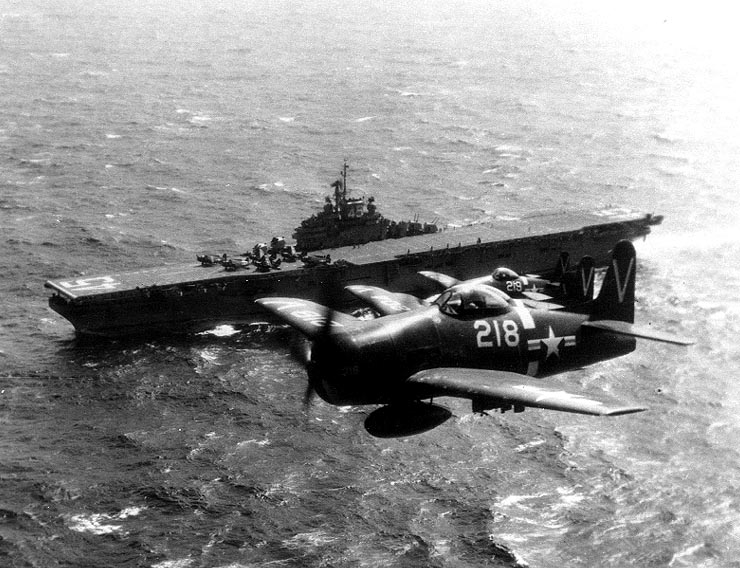
F8F des CVG-11 1948 über der USS Valley Forge

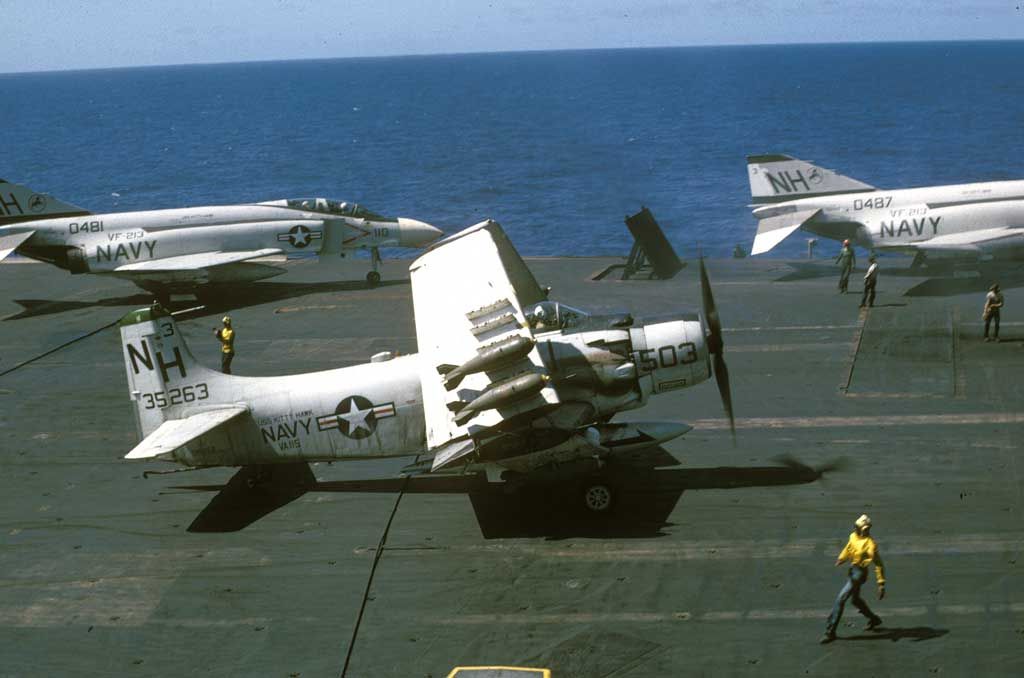
A-1H und F-4G auf der USS Kitty Hawk 1966 im Vietnamkrieg

1947/48 umrundete CVG-11 mit dem Flugzeugträger Valley Forge die Erde. 1950 bis 1952 machte das Geschwader drei Einsatzfahrten im Koreakrieg, zwei auf der Philippine Sea und eine auf der Valley Forge. Bis 1964 folgten weitere Einsatzfahrten in den Westpazifik auf den Flugzeugträgern Kearsarge, Essex, Shangri-La, Hancock und Kitty Hawk. Auf der Kitty Hawk blieb das Geschwader von 1961 bis 1978 stationiert. 1963 erfolgte die Umbenennung von Carrier Air Group Eleven (CVG-11) in Carrier Air Wing 11 (CVW-11).

### Vietnam
Ab 1965 machte CVW-11 sieben Einsatzfahrten im Vietnamkrieg. Bei der Einsatzfahrt 1966 wurde etwa die Hälfte der Flugzeuge des Geschwaders mit dunkelgrünen Oberseiten gestrichen, um Erfahrungen mit der Tarnung der Flugzeuge zu sammeln. Während des Konfliktes schossen Flugzeuge des CVW-11 fünf nordvietnamesische Flugzeuge ab. 1968 war das Geschwader u. a. bei der Schlacht um Khe Sanh eingesetzt.

### 70er Jahre: CV-Konzept
Ende 1973 war CVW-11 das erste Geschwader, bei dem das "CV-Konzept" umgesetzt wurde. Bedingt durch die Außerdienststellung der U-Jagd-Träger der Essex-Klasse wurden die U-Jagd-Staffeln in die im Wesentlichen bisher nur mit Jagdbombern ausgerüsteten Angriffs-Geschwader integriert. So nahm Kitty Hawk zusätzlich noch die U-Jagd-Staffeln VS-37 und VS-38 mit Grumman S-2G Tracker und HS-4 mit Sikorsky SH-3D an Bord, so dass das Geschwader die Rekordzahl von 107 Flugzeugen umfasste. 1977 wurden die mit S-2G ausgerüsteten Staffeln durch eine mit Lockheed S-3A Viking ersetzt.

### Kriseneinsätze seit 1980

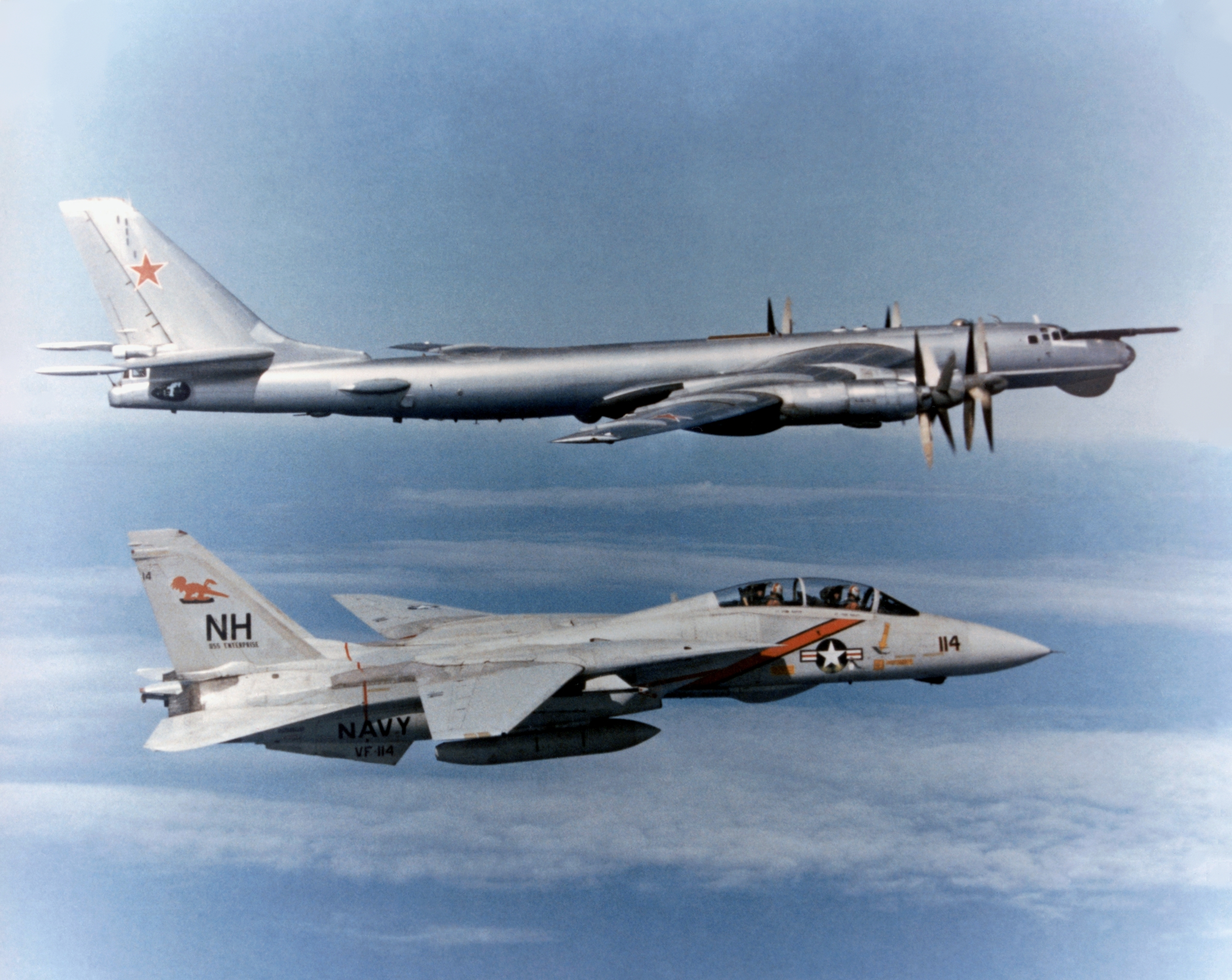
Eine F-14 der Staffel VF-114 fängt 1983 eine sowjetische Tu-95 ab

1979 bis 1981 machte CVW-11 zwei Einsatzfahrten ins Mittelmeer auf der America. Die nächsten acht Jahre war das Geschwader dann auf der Enterprise stationiert, allerdings wieder im Pazifik eingesetzt. Hierbei umrundete die Enterprise 1986 und 1989/90 jeweils die Erde. 1988 griffen Flugzeuge des Geschwaders iranische Ölplattformen nach einem Angriff auf die Fregatte Samuel B. Roberts an. Im Dezember 1989 war CVW-11 zusammen mit dem auf der Midway stationierten CVW-5 bei der Operation Classic Resolve eingesetzt, die einen Militärputsch auf den Philippinen zusammenbrechen ließ.
1990 bis 1995 war CVW-11 dann auf der Abraham Lincoln, bevor es 1996/97 für eine Einsatzfahrt auf die Kitty Hawk zurückkehrte. 1998 bis 2002 machte das Geschwader dann zwei Einsatzfahrten auf der Carl Vinson, bevor das Geschwader 2003 auf die Nimitz verlegt wurde. Bis dato blieb CVW-11 auf diesem Träger stationiert, ausgenommen eine kurze Einsatzfahrt um Kap Hoorn herum auf der Ronald Reagan zwischen Mai und Juli 2004. Seit 1992 wurde das Geschwader immer wieder im Indischen Ozean eingesetzt, so bei der Operation Southern Watch im Irak, der Operation Restore Hope 1994 in Somalia sowie seit 2001 bei der Operation Enduring Freedom in Afghanistan und der Operation Iraqi Freedom im Irak. Von 2005 bis 2008 war die Jagdbomberstaffel VMFA-232 des US Marine Corps fester Bestandteil des Geschwaders.

## Organisation

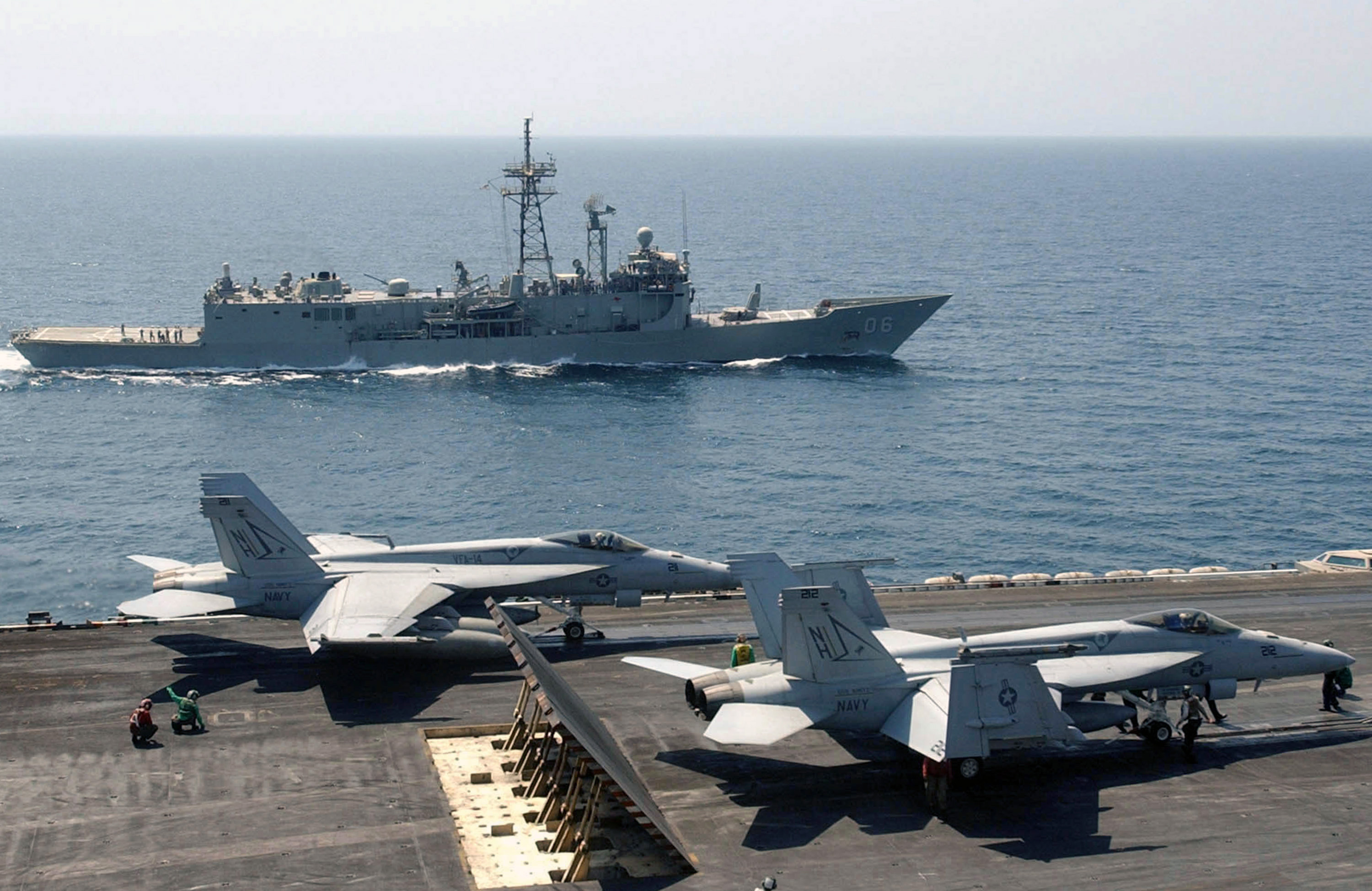
Zwei F/A-18E der Staffel VFA-14 2005 an Bord der USS Nimitz

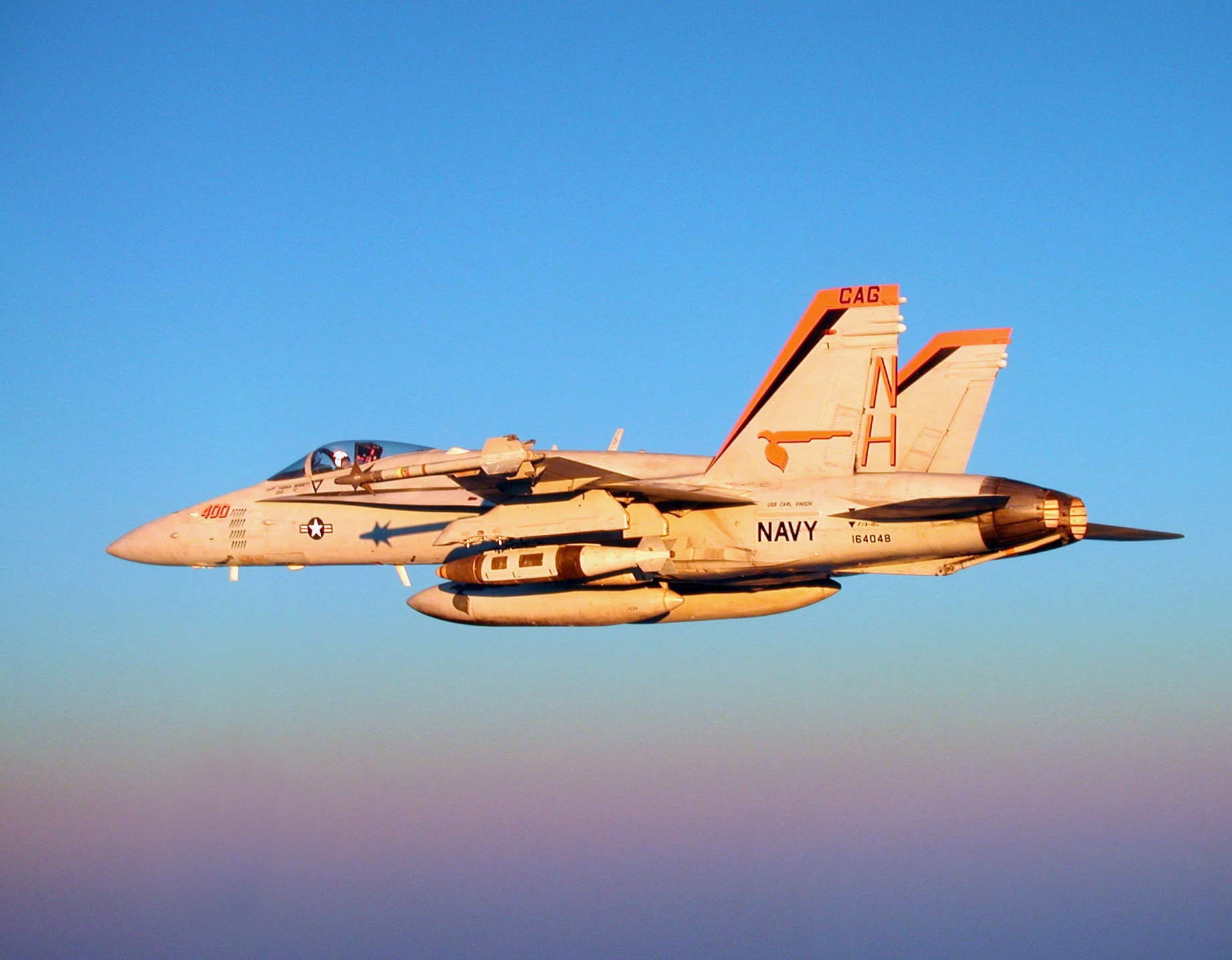
CAG Bird der VFA-94 (CVW-11), 2001 stationiert auf der Carl Vinson

Seit 1945 gibt es bei der U.S. Navy ein festes System zur Identifizierung von Geschwadern oder Staffeln (Visual Identification System for Naval Aircraft). Anfänglich bestand dies aus geometrischen Mustern auf dem Heckleitwerk. Da diese jedoch schwer zu merken oder zu beschreiben waren, wurden schon im Juni 1945 Buchstaben eingeführt, um die Geschwader zu unterscheiden. CVG-11 wurde der Buchstabe "V" zugewiesen. 1957 wurden die einzelnen Buchstaben durch doppelte ersetzt. Im Allgemeinen haben die Geschwader der Atlantikflotte als ersten Buchstaben ein "A", die der Pazifikflotte ein "N". Das Carrier Air Wing 11 erkennt man an dem Code (Tailcode) NH. Die einzelnen Staffeln des Geschwaders werden in 100ter-Schritten durchnummeriert. Das Flugzeug mit den Endziffern „00“ in jeder Staffel wird als CAG Bird bezeichnet (Commander, Air Group (CAG)).
Dem Carrier Air Wing 11 (CVW-11) gehören aktuell (Juli 2012) folgende Staffeln an:
| taktische Nummer (Modex) | Staffel       | Flugzeugtyp                         | Spitzname         | Radio Callsign |
| ------------------------ | ------------- | ----------------------------------- | ----------------- | -------------- |
| ab 100                   | VFA-154       | Boeing F/A-18F Super Hornet         | Black Knights     |                |
| ab 200                   | VFA-147       | Boeing F/A-18E Super Hornet         | Argonauts         |                |
| ab 300                   | VFA-146       | McDonnell Douglas F/A-18C Hornet    | Blue Diamonds     |                |
| ab 400                   | VMFA-323      | McDonnell Douglas F/A-18C(N) Hornet | Death Rattlers    |                |
| ab 500                   | VAQ-142       | Grumman EA-6B Prowler               | Gray Wolves       |                |
| ab 600                   | VAW-117       | Grumman E-2C Hawkeye 2000 NP        | Wallbangers       | Banger         |
| ab 610                   | HSC-6         | Sikorsky MH-60S Seahawk             | Screaming Indians | Indian         |
| xx (zweistellig)         | VRC-30 Det. 3 | Grumman C-2A Greyhound              | Providers         | Password       |